# واکنش دیوتروپی

بازآرایی دیوتروپی نوع ۱ (بالا) و نوع ۲ (پایین)

واکنش دیوتروپی (به انگلیسی: Dyotropic reaction) (دیوتروپی برگرفته از واژه یونانی dyo، به معنی دو) یک واکنش از خانواده واکنش‌های پری‌سیکلی است که طی آن دو پیوند سیگما به‌طور همزمان و به‌صورت درون‌مولکولی، اقدام به جداشدن و مهاجرت به موقعیت جدید می‌کنند.  این نوع واکنش‌ها برای نخستین‌بار توسط شیمی‌دانی آلمانی به‌نام مانفرد ریتز در سال ۱۹۷۱ توصیف شد.  تاکنون دونوع از این واکنش شاخته شده‌است که در نوع ۱ (type I)، گروه‌های مهاجرت کننده، موقعیت خود را با دیگری تعویض می‌کند و در نوع ۲ (type II) گروه‌ها بدون انجام تعویض موقعیت با یک‌دیگر، در مسیر واکنش به‌پیش می‌روند. 

## انواع بازآرایی‌های دیوتروپی

### بازآرایی نوع ۱
در این نوع بازآرایی (تبدیل Y-A-B-X به X-A-B-Y) چنان‌چه دو گروه مهاجرت‌کننده نسبت به‌یک‌دیگر در وضعیت ترانس باشند، بعد از انجام مهاجرت نیز همان وضعیت ترانس نسبت به یک‌دیگر را حفظ می‌کنند. تعویض دو اتم برم در ترکیب ۳- ترشری-بوتیل-ترانس-۲،۱- دی‌بروموهگزان براثر گرم کردن ترکیب، یک مثال مناسب از بازآرایی نوع ۱ است. 

### بازآرایی نوع ۲
بازآرایی نوع ۲ غالباً شامل انتقال مضاعف هیدروژن در ساختار کربنی مولکول است. این نوع بازآرایی را می‌توان در انواع خاصی ازفرایندهای انتقال هیدروژن مشاهده کرد. به‌عنوان مثال، انتقال هیدروژن در ترکیب سین-سس‌کوئینوبورنن یکی از این موارد است.